# GroenFront!

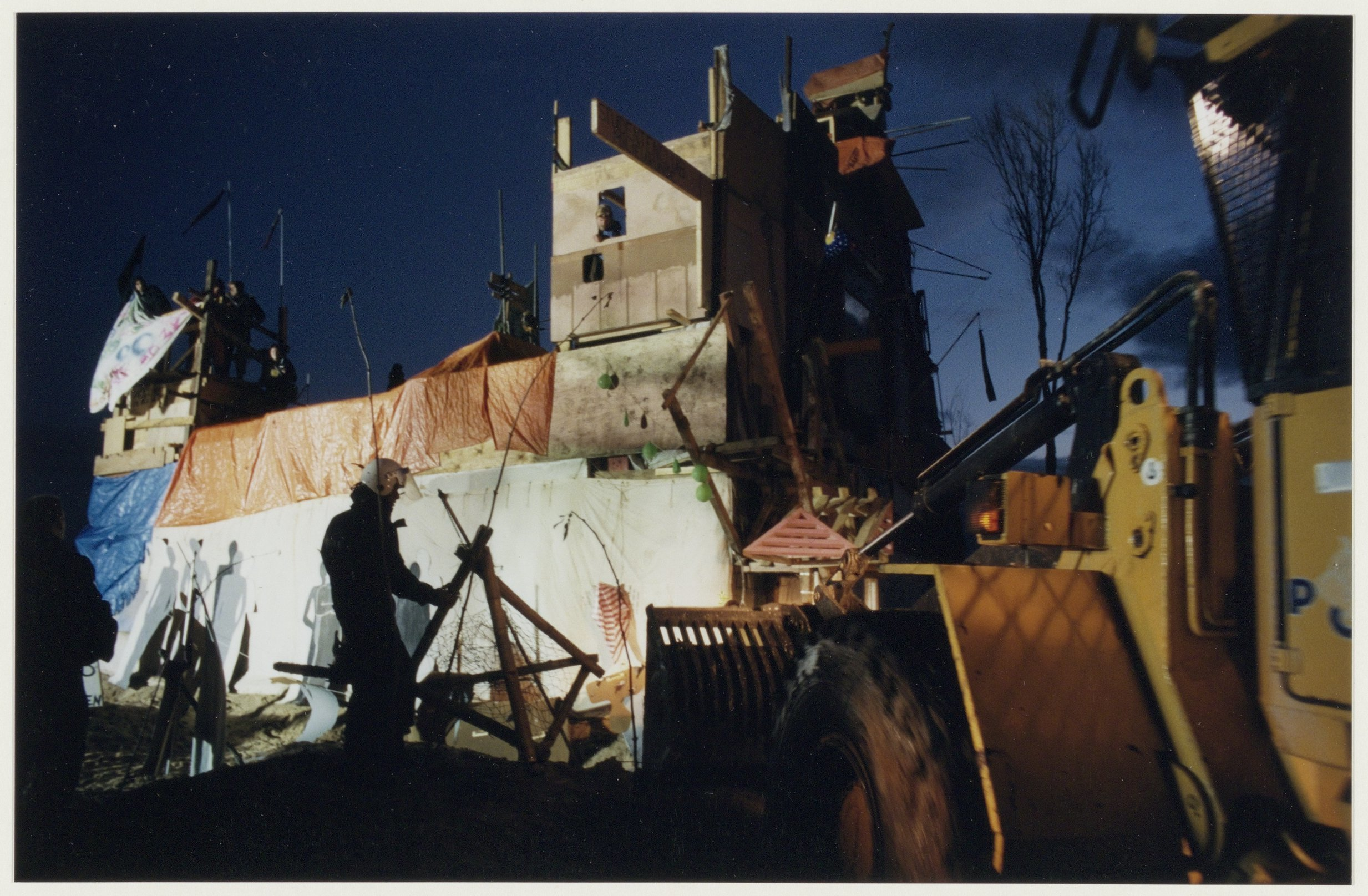
Ontruiming van fort van de actievoerders van GroenFront in de uitgeroepen vrijstaat Groenoord in het kunstenaarsdorp Ruigoord in 1997.

GroenFront is een Nederlands en Belgisch actienetwerk met radicale ecologische en anarchistische uitgangspunten. Het netwerk kent bijna geen vaste organisatiestructuur en is basisdemocratisch georganiseerd.
GroenFront is in 1980 ontstaan in de Verenigde Staten als Earth First!, de oprichters konden zich niet vinden in de koers van andere milieugroepen. Het motto van de oprichters is geen compromis bij de verdediging van Moeder Aarde. In 1996 voerde GroenFront! haar eerste acties in Nederland. Aanvankelijk dachten de oprichters erover de naam 'Earth First! Nederland' te gebruiken, maar door commotie rond het Earth Liberation Front werd in plaats hiervan de naam GroenFront! bedacht, ook om journalisten niet op verkeerde gedachten te brengen.

## Ecologisme
GroenFront! valt te typeren binnen de radicale bloedgroep van het ecologisme. Hierin wordt de mens getypeerd als een deel van en afhankelijk van de natuur (ecocentrisme). GroenFront! heeft weinig vertrouwen in beleidsmatige aanpassingen en technologische oplossingen. De groep onderscheidt zich hiermee, in ideologisch opzicht, van bijvoorbeeld Greenpeace en Milieudefensie, ook door haar antikapitalistische en anarchistische uitgangspunten. Naast acties tegen bomenkap voor autosnelwegen en vernietiging van gentechvelden voert GroenFront ook acties tegen multinationals en bijvoorbeeld de G8.

## Acties
GroenFront! wil door middel van geweldloze directe actie de natuur beschermen. Hierbij gaat GroenFront! echter vaak verder dan andere groeperingen. De meest gebruikte actiemiddelen zijn blokkades, bezettingen en het bouwen van boomhutten. Ook pleegt GroenFront! illegale acties, zogenaamde ecotage. Zo zijn er door GroenFront! gentechgewassen vernield, congressen verstoord en sporadisch machines gesaboteerd. Iedereen die zich houdt aan de uitgangspunten van GroenFront! is vrij de naam te gebruiken.
GroenFront! werd vooral bekend door haar actiekampen. Het eerste kamp, Groenoord, in 1997, keerde zich tegen de aanleg van de Afrikahaven bij Ruigoord, Amsterdam. In 1998 zijn voor korte tijd enkele panden gekraakt die gesloopt werden om de aanleg van de vijfde landingsbaan van Schiphol mogelijk te maken. In Nederland heeft GroenFront! in de periode 1999-2000 tijdens de aanleg van de Betuweroute op het geplande traject verschillende panden gekraakt. Vervolgens werden acht panden gebarricadeerd als verdediging tegen de bouwwerkzaamheden. In 2002 vierde GroenFront! haar zesjarig bestaan met een straatfeest op de A28 bij Utrecht. In 2003 bezette het netwerk een bos bij Kaatsheuvel, waar de Efteling een reeks hotelappartementen wilde bouwen. Het boomhuttendorp werd het Entenwoud genoemd. Hiermee keerde GroenFront! zich indirect tegen het Wereld Natuur Fonds, een partner van de Efteling. Uiteindelijk heeft de Efteling de plannen wel kunnen doorzetten. In 2006 zijn activisten in België de naam GroenFront! gaan gebruiken bij een actiekamp bij Borsbeek, tegen de Luchthaven Antwerpen. In 2007 wist GroenFront! wederom de media te bereiken door de Betuweroute op de dag van opening te blokkeren.

## Schinveld
GroenFront! heeft in Nederland de meeste bekendheid gekregen rond de bezetting van een bos in het Limburgse Schinveld. Voor de nabijgelegen NAVO-basis moesten bomen worden gekapt. Na jaren van juridische strijd van de bewoners en Vereniging STOP awacs bereikte het conflict met de bezetting van het bos door GroenFront! een dieptepunt. De dagenlange ontruiming van het actiekamp, waar enkele tientallen actievoerders in boomhutten en tunnels zaten, was door massale persaandacht in die dagen voorpaginanieuws. Hoewel het bos ten dele gekapt is werden de actievoerders door delen van de lokale bevolking toch als helden gezien.

## Huidige acties
In 2008 bezet GroenFront! het Lappersfortbos in Brugge, België. De eigenaar van dit bos, Fabricom GTI, wil het bos kappen om er een bedrijventerrein te bouwen.
In 2001 werd dit bos ook al bezet, toen duurde de bezetting bijna 15 maanden. Op 14 oktober 2002 werd het actiekamp door de politiek ontruimd. Als reactie op de ontruiming en het politiegeweld dat hierbij gebruikt zou zijn, gingen meer dan 5000 mensen in Brugge de straat op om te protesteren. De kap van het bos werd uitgesteld, en een deel van het bos werd een officieel natuurgebied.
Op 20 september 2008 bezetten activisten van GroenFront! het bos opnieuw, om de dreigende kap van het laatste stuk van het bos te verhinderen.
Sedert 1 juli 2013 bezetten activisten van Groenfront! en GroeNoord gezamenlijk het Ferrarisbos in de industriezone van Wilrijk (Antwerpen). Daarmee trachten ze te verhinderen dat het aanpalende transportbedrijf, eigenaar van de grond, het bos kapt om er een nieuw hoofdkantoor en magazijn te bouwen.
Op 19 februari 2014 heeft GroenFront! in het kader van de strijd voor vermindering van de gaswinning in Groningen een "eerste brainstorm" in de stad Groningen gehouden.